# Ataura (Metro de Huancayo)
Ataura es el nombre asignado a la sexta futura estación del tramo suburbano del Metro de Huancayo en Perú. La estación será construida en la provincia de Jauja.
La estación es la sexta a nivel del tramo suburbano, que se desarrolla en los exteriores de la ciudad de Huancayo.